# Jakušovce
Jakušovce (ungarisch Jakabvölgye – bis 1907 Jakusóc) ist eine Gemeinde im Nordosten der Slowakei mit 29 Einwohnern (Stand 31. Dezember 2024), die zum Okres Stropkov, einem Kreis des Prešovský kraj gehört.

## Geographie

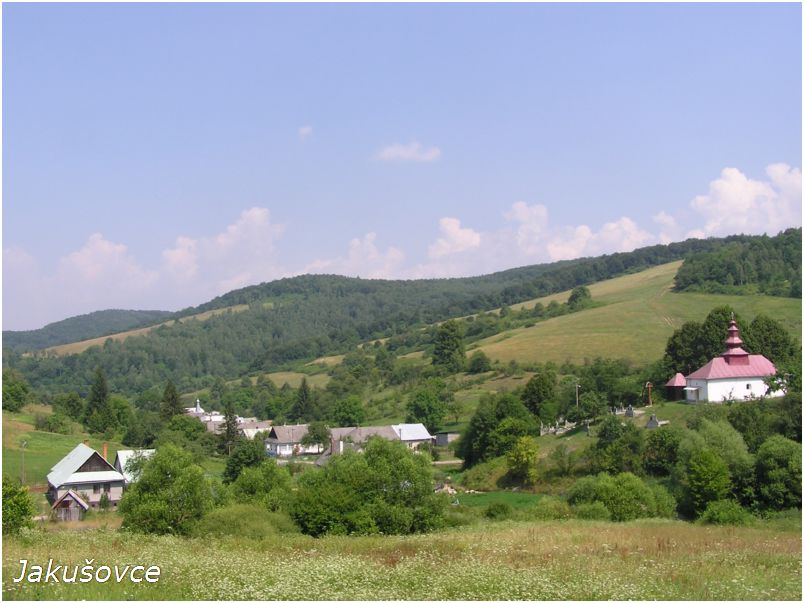
Jakušovce

Die Gemeinde befindet sich in den Niederen Beskiden im Bergland Ondavská vrchovina, im Tal eines Zuflusses des Bachs Brusnička im Einzugsgebiet der Ondava. Das Ortszentrum liegt auf einer Höhe von 291 m n.m. und ist 14 Kilometer von Stropkov entfernt (Straßenentfernung).
Nachbargemeinden sind Kolbovce im Westen, Nordwesten und Norden, Závada im Nordosten, Ruská Poruba im Osten und Südosten, Prituľany im Süden sowie Krišľovce und Brusnica im Südwesten.

## Geschichte
Jakušovce wurde nach deutschem Recht gegründet und zum ersten Mal 1454 als Jakoswagasa schriftlich erwähnt, weitere historische Bezeichnungen sind unter anderen Jackussowcze (1773) und Jakussowce (1808). Das Dorf gehörte zur Herrschaft von Stropkov, ab dem 16. Jahrhundert war es Besitz der Familie Dessewffy, gefolgt von der Familie Keglevich im 19. Jahrhundert. 
1715 gab es sechs verlassene und einen bewohnten Haushalt. 1787 hatte die Ortschaft 14 Häuser und 95 Einwohner, 1828 zählte man 20 Häuser und 154 Einwohner, die als Fuhrleute und Waldarbeiter tätig waren.
Bis 1918 gehörte der im Komitat Semplin liegende Ort zum Königreich Ungarn und kam danach zur Tschechoslowakei beziehungsweise heute Slowakei. In der Zeit der ersten tschechoslowakischen Republik waren die Einwohner als Landwirte und Waldarbeiter beschäftigt. Während des Zweiten Weltkriegs unterstützte das Dorf Partisanen in der Gegend, daraufhin setzten im Jahr 1944 NS-deutsche Truppen den Ort in Brand. Nach dem Zweiten Weltkrieg pendelte ein Teil der Einwohner zur Arbeit in Industriebetriebe in Stropkov und Košice, die Landwirte waren privat organisiert.

## Bevölkerung
| Jahr                | 1994 | 2004    | 2014     | 2024     |
| ------------------- | ---- | ------- | -------- | -------- |
| Anzahl der Personen | 52   | 53      | 46       | 29       |
| Unterschied         |      | +1,92 % | −13,20 % | −36,95 % |

| Jahr                | 2023 | 2024     |
| ------------------- | ---- | -------- |
| Anzahl der Personen | 35   | 29       |
| Unterschied         |      | −17,14 % |

Nach der Volkszählung 2011 wohnten in Jakušovce 47 Einwohner, davon 25 Slowaken, 19 Russinen sowie jeweils ein Tscheche und Ukrainer. Ein Einwohner machte keine Angabe zur Ethnie. 
29 Einwohner bekannten sich zur orthodoxen Kirche, 13 Einwohner zur griechisch-katholischen Kirche und drei Einwohner zur römisch-katholischen Kirche. Ein Einwohner war konfessionslos und bei einem Einwohner wurde die Konfession nicht ermittelt.

## Bauwerke und Denkmäler
- griechisch-katholische Kirche Schutz der allheiligen Gottesmutter im barock-klassizistischen Stil aus dem Jahr 1790, 1910 erneuert[6]

## Verkehr
Nach Jakušovce führt nur die Cesta III. triedy 3575 („Straße 3. Ordnung“) von Breznica (Anschluss an die Cesta I. triedy 15 („Straße 1. Ordnung“)) heraus.